# Zhang Ying
Zhang Ying, född den 29 augusti 1998, är en kinesisk landhockeyspelare.

## Karriär
Zhang Ying ingick i det kinesiska lag som spelade landhockey vid OS 2020 och som tog silver i landhockey vid OS 2024.